# Branden Steineckert
Branden Steineckert est le batteur du groupe de punk Rancid, remplaçant en 2006 Brett Reed.
Il était anciennement batteur dans The Used, groupe qu'il avait formé.

## Histoire
Branden Steineckert est né le 21 avril 1978 à Provo, dans l'Utah. Il a commencé à faire de la batterie à l'âge de 16 ans, car il était tombé sur des photos de son père qui en faisait alors qu'il était plus jeune. Ce dernier est décédé alors que Branden n'avait que 11 ans. 
Il a déménagé plus de 20 fois, en restant cependant aux États-Unis, pour faire les différents États. Il dit d'ailleurs : « Je n'ai jamais vraiment eu d'amis et je ne suis jamais resté très longtemps dans la même école. » 
Il a créé The Used à l'âge de 20 ans et a été présent sur les cinq premiers albums studio du groupe. En 2006, alors que The Used était en tournée, il y a eu des divergences entre Quinn Allman et Branden, en effet la tournée se faisait dans 2 bus, au fur et à mesure l'un des bus est devenu le « Party Bus » et l'autre le « Sober Bus ».
Branden, ayant été sobre toute sa vie et n'ayant jamais touché au drogues, s'est rapidement retrouvé être le seul membre du groupe dans le bus avec le staff.
Le groupe a alors décidé qu'il serait mieux que Branden quitte le groupe car leurs chemins divergeaient trop.  
C'est alors que Branden a traversé une période difficile se remettant en question et ne se sentant plus utile en tant que batteur, il continuait quand même à pratiquer la batterie tous les jours pour ne pas perdre la face, la musique étant la seule chose, avec le skateboard, qui l'ai toujours tenu en vie.
Dans la même année (2006), Branden se rend à un concert de RANCID, son groupe favori, le groupe lui demande de passer backstage pour en savoir plus quant à son éviction de The Used,quelques jours plus tard l'un des membres de Rancid lui passe un coup de téléphone pour lui annoncer le départ de Brett Reed du groupe, Branden se sent bouleversé par cette nouvelle.
Cela ne durera que quelques secondes avant que Lars ne lui propose de rejoindre la formation du mythique groupe Rancid.
Branden accepte evidemment et "pleure pendant plusieurs minutes après avoir raccroché" tellement il était submergé par l'émotion de refaire partie  de son groupe favori. Depuis, Branden s'épanouit au quotidien dans ce groupe punk.
Il est également passionné par le Football/Soccer et soutien l'équipe de Salt Lake City (Utah).
Branden a sa propre compagnie de skateboard (20/20 skateboards) ainsi qu'un studio d'enregistrement (Unknown Studio). Il a produit des démos de plusieurs bands dont BrokeCity, Searchlights, Return to Sender ainsi que de Brogan Kelby